# Edward Planckaert
Edward Planckaert (Kortrijk, 1 februari 1995) is een Belgisch wielrenner die anno 2024 rijdt voor Alpecin-Deceuninck. Zijn broers Baptiste en Emiel zijn ook wielrenner.

## Carrière
In 2016 stond Planckaert aan de start van de Olympia's Tour. Mede door een vijfde plaats in de tweede etappe wist hij zesde te worden in het eindklassement, met een achterstand van iets meer dan een minuut op winnaar Cees Bol.
In 2017 werd hij prof bij Sport Vlaanderen-Baloise. In maart sprintte hij naar de vierde plaats in de Classic Loire-Atlantique. In 2021 maakte hij de overstap naar de wielerploeg Alpecin-Deceuninck.
In 2022 kwam hij zwaar ten val in de Ronde van Turkije. Hieraan liep hij een hersenschudding en gebroken rechtersleutelbeen op. Ruim een maand later nam hij weer deel aan wedstrijden.

## Overwinningen
2016
Jongerenklassement Ronde van Loir-et-Cher
2019
Bergklassement Ster van Bessèges
2021
1e etappe Ronde van Burgos

### Resultaten in voornaamste wedstrijden
| Jaar | Ronde van Italië | Ronde van Frankrijk | Ronde van Spanje |
| ---- | ---------------- | ------------------- | ---------------- |
| 2017 |                  |                     |                  |
| 2018 |                  |                     |                  |
| 2019 |                  |                     |                  |
| 2020 |                  |                     |                  |
| 2021 |                  |                     | 122e             |
| 2022 |                  | 110e                |                  |
| 2023 |                  |                     | 136e             |
| 2024 | 95e              |                     | 116e             |
| 2025 | 102e             |                     |                  |

| Jaar | Gent-Wevelgem | Ronde van Vlaanderen | Parijs-Roubaix | Amstel Gold Race | Parijs-Tours |
| ---- | ------------- | -------------------- | -------------- | ---------------- | ------------ |
| 2017 | 114e          | opgave               | 79e            |                  | 127e         |
| 2018 | 58e           | opgave               |                | opgave           |              |
| 2019 | 50e           | 118e                 |                |                  | opgave       |
| 2020 |               |                      |                |                  |              |
| 2021 |               |                      |                |                  | 87e          |
| 2022 |               |                      |                |                  |              |
| 2023 |               |                      |                |                  |              |
| 2024 |               |                      | 45e            |                  | 97e          |
| 2025 |               | opgave               | 34e            |                  |              |

### Resultaten in kleinere rondes
| Jaar | UAE Tour | Parijs-Nice | Tirreno-Adriatico | Ronde van Catalonië | Benelux Tour | Ronde van Guangxi |
| ---- | -------- | ----------- | ----------------- | ------------------- | ------------ | ----------------- |
| 2017 |          |             |                   |                     | 96e          |                   |
| 2018 |          |             |                   |                     | 64e          |                   |
| 2019 |          |             |                   |                     | 97e          |                   |
| 2020 |          |             |                   |                     |              |                   |
| 2021 |          |             |                   |                     |              |                   |
| 2022 |          |             | 121e              |                     |              |                   |
| 2023 | 131e     | 99e         |                   |                     |              | 54e               |
| 2024 |          | 66e         |                   | opgave              |              |                   |
| 2025 |          | 97e         |                   |                     |              |                   |

## Ploegen
- 2017 –  Sport Vlaanderen-Baloise
- 2018 –  Sport Vlaanderen-Baloise
- 2019 –  Sport Vlaanderen-Baloise
- 2020 –  Sport Vlaanderen-Baloise
- 2021 –  Alpecin-Fenix
- 2022 –  Alpecin-Fenix
- 2023 –  Alpecin-Deceuninck
- 2024 –  Alpecin-Deceuninck
- 2025 –  Alpecin-Deceuninck

Allegaert · Capiot · De Gendt · De Ketele · De Pauw · De Vylder · Declercq · Deltombe · Farazijn · Lietaer · Noppe · Planckaert · Pols · Rickaert · Salomein · Sprengers · Steels · Van Gestel · Van Hecke · Van Lerberghe · Van Rooy · Wallays
Allegaert · Capiot · De Gendt · De Ketele · De Pauw · De Vylder · Declercq · Deltombe · Farazijn · Ghys · Menten · Noppe · Ed. Planckaert · Em. Planckaert · Rickaert · Sprengers · Van Gestel · Van Gompel · Van Hecke · Van Rooy · Verwilst · Warlop
Anderson · Bayer · De Bondt · del Carmen Alvarado · De Tier · De Vreese · Dillier · Eibl · Jans · Janssens · Krieger · Leysen · Meisen · Merlier · Meurisse · Modolo · Philipsen · Pieterse · Planckaert · Richardson · Rickaert · Riesebeek · Sbaragli · Sweeck · Taminiaux · Thwaites · Tulett · Vakoč · D. van der Poel · M. van der Poel · Vergaerde · Vermeersch · Vervaeke · Vine · Walsleben
Anderson · Ballerstedt · Bax · Bayer · De Bondt · De Tier · Dillier · Gaze · Gogl · Janssens · Krieger · Leysen · Mareczko · Merlier · Meurisse · Oldani · Philipsen · Planckaert · Rickaert · Riesebeek · Sbaragli · Stannard · Taminiaux · Thwaites · Van Den Bossche · D. van der Poel · M. van der Poel · Van Keirsbulck · Vermeersch · Vermote · Vine
Ballerstedt · Bayer · Conci · De Bondt · Dillier · Gaze · Ghys · Gogl · Groves · Hermans · Janssens · Kragh Andersen · Krieger · Leysen · Mareczko · Meurisse · Oldani · Osborne · Philipsen · Planckaert · Plowright · Rickaert · Riesebeek · Sbaragli · Sinkeldam · Stannard · Taminiaux · Van Den Bossche · van der Poel  · Vermeersch
Ballerstedt · Bayer · Boven · Conci · Dillier · Gaze · Ghys · Gogl · Groves · Hermans · Hollmann · Janssens · Kielich · Kragh Andersen · Laurance · Leysen · Meurisse · Osborne · Philipsen · Planckaert · Plowright · Rickaert · Riesebeek · Sinkeldam · Uhlig · Van Den Bossche · van der Poel  · Van Tricht · Vergallito · Vermeersch
Bayer · Boven · Debruyne · Dehairs · Del Grosso · Dillier · Gaze · Ghys · Glivar · Gogl · Groves · Hermans · Hollmann · Janssens · Kielich · Meurisse · Philipsen · Planckaert · Plowright · Price-Pejtersen · Rickaert · Riesebeek · Uhlig · Van Den Bossche · van der Poel · Van Tricht · Vergallito · Vermeersch